# Бахар (нефтегазовое месторождение)
Бахар (азерб. Bahar - Весна) — нефтегазовое месторождение в Азербайджане. Открыто в 1969 году. Расположено в 40 км юго-восточнее Баку.

## Технические характеристики
Участники:

Bahar Energy Limited (BEL) (дочерняя компания Greenfields Petroleum Corporation) - 80%

ГНКАР - 20%
За весь период эксплуатации[когда?] добыто 16 млн. 834 тыс. тонн нефти и 128 млрд. 688 млн. м³ газа.
На блоке месторождений Бахар — Гум-Дениз на январь 2022 года насчитывается 12 действующих скважин природного газа, 30 действующих скважин нефти.

## История
22 декабря 2009 года между ГНКАР и Bahar Energy Limited подписано соглашение PSA на реабилитацию, разведку и разработку месторождений Бахар и Гум-Дениз. По соглашению предполагается проведение разведки на месторождении Бахар-2. 
На 2010 год на месторождении «Бахар» Управление морского бурения «Qum adasi» комплексного бурового треста ГНКАР осуществило бурение 209-й скважины с 76-го основания.